# Lars-Erik Liedholm
Lars-Erik Liedholm, född 5 april 1928 i Motala, död 19 december 1996 i Katarina församling i Stockholm, var en svensk skådespelare, regissör, regiassistent, manusförfattare och teaterchef.

## Biografi
Lars-Erik Liedholm var son till intendent Hans Liedholm och dennes hustru Elsa, född Welander. Han tog studentexamen i Lund 1948 och studerade därefter vid Göteborgs Stadsteaters elevskola 1951–1954. Han var initiativtagare till Pionjärteatern 1952. Åren 1954–1955 var han teaterchef för Wasa Teater i Finland, 1956–1959 regissör vid Norrköping-Linköping stadsteater, 1960–1964 regissör vid Helsingborgs stadsteater och 1964–1969 regissör vid Dramaten. Han blev därefter frilans och gästspelade bland annat i Finland, Danmark, Belgien, Frankrike, USA och Kanada. Åren 1982–1985 var han teaterchef för Östgötateatern och från 1985 åter frilans, då med gästspel bland annat i Warzawa och Köpenhamn.
Utöver teatern regisserade Liedholm film och för TV och skrev även manus. Han debuterade 1946 med filmen Det eviga leendet, baserad på Pär Lagerkvists roman med samma namn. 1963 skrev han manus till Kurragömma och var samma år regiassistent åt Ingmar Bergman i Tystnaden. År 1964 var han regiassistent i För att inte tala om alla dessa kvinnor och 1965 regisserade han Juninatt. År 1971 skrev han manus och regisserade TV-serien Familjen Ekbladh och 1976 TV-filmen Väninnorna.
Liedholm hade även flera mindre roller i filmer och TV-serier. Han debuterade 1964 i Ingmar Bergmans För att inte tala om alla dessa kvinnor. År 1973 medverkade han i TV-serien Den vita stenen, 1980 i Ett drömspel och 1985 i August Strindberg: Ett liv. Han gjorde sin sista TV-roll 1988 i Oväder.
Liedholm var gift tre gånger. Första gången från 1958 med skådespelaren Helen Jonson, andra gången 1960–1974 med skådespelaren Caryna Houmann och tredje gången 1977–1982 med skådespelaren Birgit Carlstén. Lars-Erik Liedholm är begravd på Ardre kyrkogård på Gotland.

## Filmografi
Roller
- 1964 – För att inte tala om alla dessa kvinnor
- 1973 – Den vita stenen (TV-serie)
- 1980 – Ett drömspel
- 1985 – August Strindberg: Ett liv (TV-serie)
- 1988 – Oväder

Regi
- 1946 – Det eviga leendet
- 1965 – Juninatt
- 1971 – Familjen Ekbladh (TV-serie)
- 1973 – Är de vuxna inte riktigt kloka?
- 1976 – Väninnorna

Manus
- 1946 – Det eviga leendet
- 1963 – Kurragömma
- 1971 – Familjen Ekbladh (TV-serie)

## Teater

### Roller (ej komplett)
| År   | Roll                             | Produktion                                                                                 | Regi                          | Teater                                 |
| ---- | -------------------------------- | ------------------------------------------------------------------------------------------ | ----------------------------- | -------------------------------------- |
| 1950 | Poliskonstapel                   | Tolvskillingsoperan (Die Dreigroschenoper) Bertolt Brecht och Kurt Weill                   | Ingmar Bergman                | Intiman                                |
| 1950 | Marskalk                         | En skugga Hjalmar Bergman                                                                  | Ingmar Bergman                | Intiman                                |
| 1950 | Väktare                          | Medea Jean Anouilh                                                                         | Ingmar Bergman                | Intiman                                |
| 1951 |                                  | Drömflickan (Dream Girl) Elmer Rice                                                        | Hasse Ekman                   | Intiman                                |
| 1952 | Adam junior                      | I skvallerspegeln Samuel Spewack                                                           | Knut Ström                    | Göteborgs stadsteater, 29 augusti 1952 |
| 1953 | Peder Eriksen                    | Den jäktade (Den stundesløse) Ludvig Holberg                                               | Josef Halfen                  | Göteborgs stadsteater, 1 maj 1953      |
| 1957 | Maharbal                         | Vägen till Rom (The Road to Rome) Robert E. Sherwood                                       | Kurt-Olof Sundström           | Norrköping-Linköping stadsteater       |
| 1957 | Djävulen                         | Historien om en soldat (L'histoire du soldat) Igor Stravinskij och Charles-Ferdinand Ramuz | John Zacharias                | Norrköping-Linköping stadsteater       |
| 1958 | Onkel Henrik                     | Oh, mein Papa! Erik Charell, Jürg Amstein och Paul Burkhard                                | Albert Gaubier John Zacharias | Norrköping-Linköping stadsteater       |
| 1958 | Lord Ross Abboten av Westminster | Richard II (The Life and Death of King Richard the Second) William Shakespeare             | Olof Widgren John Zacharias   | Norrköping-Linköping stadsteater       |
| 1959 | Garduna                          | Den vackra mjölnarfrun (La molinera de Arcos) Alejandro Casona                             | Sam Besekow                   | Norrköping-Linköping stadsteater       |
| 1960 | Kören                            | Antigone Jean Anouilh                                                                      | Lars-Erik Liedholm            | Munkbroteatern                         |
| 1961 |                                  | Född i går (Born Yesterday) Garson Kanin                                                   | Jerk Liljefors                | Riksteatern                            |

### Regi (ej komplett)
| År   | Produktion                                                                                          | Upphovsmän                                                                                | Teater                           |
| ---- | --------------------------------------------------------------------------------------------------- | ----------------------------------------------------------------------------------------- | -------------------------------- |
| 1953 | Moony's grabb gråter inte Moony's Kid Don't Cry                                                     | Tennessee Williams                                                                        | Korallen, Stenungsund            |
| 1953 | I Italien                                                                                           | Hjalmar Bergman                                                                           | Korallen, Stenungsund            |
| 1954 | Lyckliga dagar Les Jours heureux                                                                    | Claude-André Puget                                                                        | Pionjärteatern                   |
| 1955 | Don Quijote – Riddaren av den sorgliga skepnaden Don Quijote – Der Ritter von der traurigen Gestalt | Wulf Leisner Översättning Lars Hansson                                                    | Teatern i Gamla stan             |
| 1956 | I väntan på Godot En attendant Godot                                                                | Samuel Beckett                                                                            | Teatern i Gamla stan             |
| 1957 | Den kinesiska asken Den kinesiske æske                                                              | Finn Methling Översättning Lars-Erik Liedholm                                             | Norrköping-Linköping stadsteater |
| 1958 | Don Quijote – Riddaren av den sorgliga skepnaden Don Quijote – Der Ritter von der traurigen Gestalt | Wulf Leisner Översättning Lars Hansson                                                    | Norrköping-Linköping stadsteater |
| 1958 | Efter levande modell D’après nature ou presque                                                      | Michel Arnaud Översättning Eva Tisell                                                     | Norrköping-Linköping stadsteater |
| 1959 | Den stora drömmen Flowering Cherry                                                                  | Robert Bolt Översättning Sven Barthel                                                     | Norrköping-Linköping stadsteater |
| 1959 | Här dansar Charley’s tant Where’s Charley                                                           | George Abbot och Frank Loesser Översättning Esse Björkman                                 | Norrköping-Linköping stadsteater |
| 1960 | Antigone                                                                                            | Jean Anouilh                                                                              | Munkbroteatern                   |
| 1961 | Strömkarlen                                                                                         | Björn-Erik Höijer                                                                         | Wasa Teater                      |
| 1961 | Gisslan The hostage                                                                                 | Brendan Behan                                                                             | Helsingborgs stadsteater         |
| 1961 | Biedermann och pyromanerna Biedermann und die Brandstifter                                          | Max Frisch Översättning Erwin Leiser                                                      | Helsingborgs stadsteater         |
| 1961 | Den heliga ilskan Die große Wut des Philipp Hotz                                                    | Max Frisch Översättning Erwin Leiser                                                      | Helsingborgs stadsteater         |
| 1962 | Bättre sent än aldrig It's Never Too Late                                                           | Felicity Douglas                                                                          | Helsingborgs stadsteater         |
| 1962 | Värmebölja Hot Summer Night                                                                         | Ted Willis                                                                                | Helsingborgs stadsteater         |
| 1963 | Brand                                                                                               | Henrik Ibsen Översättning Karl Ragnar Gierow                                              | Helsingborgs stadsteater         |
| 1963 | Min fru går igen Blithe Spirit                                                                      | Noël Coward Översättning Gunilla Wettergren-Skawonius                                     | Helsingborgs stadsteater         |
| 1963 | Antigone                                                                                            | Jean Anouilh Översättning Greta Salenius                                                  | Helsingborgs stadsteater         |
| 1963 | Job Klockmakares dotter                                                                             | Sara Lidman                                                                               | Helsingborgs stadsteater         |
| 1964 | Processen Der Prozess                                                                               | Franz Kafka Dramatisering André Gide och Jean-Louis Barrault, Översättning Elsa Thulin    | Helsingborgs stadsteater         |
| 1964 | Hjälten på den gröna ön The Playboy of the Western World                                            | John Millington Synge                                                                     | Dramaten                         |
| 1968 | Varför är det så ont om Q?                                                                          | Hans Alfredson                                                                            | Dramaten                         |
| 1969 | Spöksonaten                                                                                         | August Strindberg                                                                         | Norrköping-Linköping stadsteater |
| 1970 | Blodsbröllop Bodas de Sangre                                                                        | Federico García Lorca Översättning Karin Alin och Hjalmar Gullberg                        | Norrköping-Linköping stadsteater |
| 1989 | Utsikt från en bro A view from the bridge                                                           | Arthur Miller                                                                             | Riksteatern                      |
| 1990 | Haren och vråken                                                                                    | Lars Forssell                                                                             | Riksteatern                      |
| 1993 | City of Angels                                                                                      | Cy Coleman, Larry Gelbart och David Zippel Översättning Klas Östergren och Ture Rangström | Stockholms stadsteater           |
| 1994 | Cabaret                                                                                             | Joe Masteroff, John Kander och Fred Ebb                                                   | Intiman                          |
| 1995 | Spelman på Taket                                                                                    | Jerry Beck, Sheldon Harnick och Josef Stein                                               | Skaraborgsteatern, turné         |

### Scenografi (ej komplett)
| År   | Produktion                                     | Upphovsmän                                    | Regi               | Teater                           |
| ---- | ---------------------------------------------- | --------------------------------------------- | ------------------ | -------------------------------- |
| 1957 | Den kinesiska asken Den kinesiske æske         | Finn Methling Översättning Lars-Erik Liedholm | Lars-Erik Liedholm | Norrköping-Linköping stadsteater |
| 1958 | Efter levande modell D’après nature ou presque | Michel Arnaud Översättning Eva Tisell         | Lars-Erik Liedholm | Norrköping-Linköping stadsteater |